# Falsomordellistena loochooana
Falsomordellistena loochooana es una especie de coleóptero de la familia Mordellidae.
Habita en Japón.